# Белајске Пољице
Белајске Пољице су насељено место у саставу општине Бариловић, у Карловачкој жупанији, Република Хрватска.

## Историја
До територијалне реорганизације у Хрватској налазиле су се у саставу бивше велике општине Дуга Реса.

## Становништво
На попису становништва 2011. године, Белајске Пољице су имале 597 становника.

### Попис 1991.
На попису становништва 1991. године, насељено место Белајске Пољице је имало 605 становника, следећег националног састава:
| Попис 1991.‍  | Попис 1991.‍  | Попис 1991.‍ | Попис 1991.‍ | Попис 1991.‍ |
| ------------ | ------------ | ----------- | ----------- | ----------- |
|              |              |             |             |             |
| Хрвати       | Хрвати       |             | 536         | 88,59%      |
| Срби         | Срби         |             | 29          | 4,79%       |
| Југословени  | Југословени  |             | 2           | 0,33%       |
| Муслимани    | Муслимани    |             | 1           | 0,16%       |
| Словенци     | Словенци     |             | 1           | 0,16%       |
| остали       | остали       |             | 2           | 0,33%       |
| неопредељени | неопредељени |             | 20          | 3,30%       |
| непознато    | непознато    |             | 14          | 2,31%       |
| укупно: 605  |              |             |             |             |

| Демографија | Демографија | Демографија |
| Година      | Становника  | Становника  |
| ----------- | ----------- | ----------- |
| 1961.       | 478         |             |
| 1971.       | 501         |             |
| 1981.       | 553         |             |
| 1991.       | 605         |             |
| 2001.       | 580         |             |
| 2011.       |             | 597         |